# جيل بيرد
جيل بيرد (بالإنجليزية: Gill Byrd)‏ هو لاعب كرة قدم أمريكية أمريكي، ولد في 20 فبراير 1961 في سان فرانسيسكو في الولايات المتحدة.

## وصلات خارجية
- جيل بيرد على موقع مرجع كرة القدم المحترفة.كوم (الإنجليزية)